# Synetaeris heteropus
Synetaeris heteropus är en stekelart som beskrevs av Thomson 1887. Synetaeris heteropus ingår i släktet Synetaeris och familjen brokparasitsteklar. Inga underarter finns listade i Catalogue of Life.